# Primal Scream
Primal Scream je skotská alternativní rocková skupina, založená v roce 1982 v Glasgow. Své první album s názvem Sonic Flower Groove skupina vydala v roce 1987 a do roku 2016 jich vydala dalších deset. V současné době skupinu tvoří zpěvák Bobby Gillespie, kytarista Andrew Innes, klávesista Martin Duffy, bubeník Darrin Mooney a baskytaristka Debbie Googe, která souběžně působí ve skupině My Bloody Valentine.

## Diskografie
Studiová alba
- Sonic Flower Groove (1987)
- Primal Scream (1989)
- Screamadelica (1991)
- Give Out But Don't Give Up (1994)
- Vanishing Point (1997)
- XTRMNTR (2000)
- Evil Heat (2002)
- Riot City Blues (2006)
- Beautiful Future (2008)
- More Light (2013)
- Chaosmosis (2016)
- Come Ahead (2024)